# Force d'action navale
Pour les articles homonymes, voir FAN.
La force d'action navale (FAN) est le nom donné dans la Marine française à la flotte de surface. Cette force, qui rassemble la quasi-totalité des bâtiments de surface de plus de 100 tonnes, est placée sous le commandement d'un amiral (ALFAN), dont la responsabilité est d'assurer la disponibilité, la préparation et l'entrainement des unités pour leur emploi opérationnel. C'est, en 2022, un des quatre commandements organiques placés sous l'autorité du chef d'état-major de la marine.
La FAN, compte au 1er juin 2022, 10 500 marins militaires et civils, pour 98 unités de surface (77 basées en métropole et 21 outre-mer).
En 2019, elle comprenait 9 800 marins et quelque 105 bâtiments de surface, pour un tonnage global à pleine charge d'environ 345 000 tonnes. 
Elle fournit l'essentiel de la contribution de la Marine aux missions de prévention et de projection.
L'état-major de la FAN est basé à Toulon. L'amiral dirigeant la FAN se relaie également avec ses homologues de trois autres pays à la tête de la Force maritime européenne.

## Historique
La Force d’Action Navale est née le 1er juin 1992, permettant notamment de fusionner les escadres de l’Atlantique et de la Méditerranée. C’est le commandant de cette dernière, le vice-amiral Jean-Charles Lefebvre, alors ALESCMED, qui devint le premier ALFAN. La flotte les porte-avions Clemenceau et Foch, le porte-hélicoptères Jeanne d’Arc, les transports de chalands de débarquement Orage et Ouragan (ainsi que la Foudre entrée en service deux ans plus tôt), les frégates lance-missiles Suffren et Duquesne, les frégates anti-sous-marines Tourville, Duguay-Trouin et De Grasse, Aconit (D609), les dix-sept avisos du type A69.

## Composition
En 2020, la FAN comprend huit grandes catégories de bâtiments de surface :
- Le groupe aéronaval (GAN), rassemblé autour du porte-avions nucléaire (PAN) Charles de Gaulle. Acteur principal de la projection de puissance, il comprend, autour du porte-avions, au moins une frégate anti-aérienne et un pétrolier-ravitailleur, auxquels peuvent se joindre selon la menace et les missions des frégates de lutte anti-sous-marine, un sous-marin nucléaire d'attaque, des avions de patrouille maritime. Le groupe aérien embarqué est composé de près de 40 aéronefs : avions Rafale et Hawkeye, hélicoptères NH-90, Dauphin Pedro. Le groupe aéronaval participe également à la dissuasion nucléaire avec la composante aéroportée Force Aéronavale Nucléaire (FANu)[3] et sa capacité d’emport du missile air-sol moyenne portée amélioré (ASMPA), opérationnelle sur les Rafale de la Flottille 12F depuis 2010[4]. Avec une capacité de projection en opération extérieure de 30 avions Rafale, le GAN offre une puissance de projection à peine inférieure à celle de l'Armée de l'Air.

- La force amphibie, pouvant être accompagnée de bâtiments de protection et de soutien logistique :
  - 3 porte-hélicoptères amphibies (PHA) de classe Mistral, pouvant embarquer des commandos marine, des unités d'infanterie motorisée de l'armée de terre, et des hélicoptères de l'Aviation légère de l'Armée de terre (ALAT)
  - 4 engins de débarquement amphibie rapide (EDA-R)
  - 4 engins de débarquement amphibie standard (EDA-S)
  - 9 chalands de transport de matériel (CTM)

- Des frégates de combat :
  - 2 frégates furtives de défense aérienne (FDA) de classe Horizon, devant assurer la protection d'une zone, d'un convoi ou d'un groupe aéronaval contre les missiles et la menace aérienne. Ce sont les deux plus puissants bâtiments de surface de la Marine nationale, après le Charles de Gaulle. Les frégates Forbin et Chevalier Paul[5] apportent à la Marine nationale plusieurs capacités nouvelles : contrôler l'espace aérien (plus de 2 000 pistes) à plus de 500 km, engager les cibles aériennes à plus de 100 km, les missiles antinavires à 30 km et les cibles navales ou côtières à 180 km, tout en s'assurant une autoprotection ASM efficace contre les sous-marins jusqu'à une profondeur de plus de 800 m.
  - 8 frégates furtives multi-missions (FREMM) de classe Aquitaine. En plus de leurs capacités anti-sous-marines et anti-aériennes, les FREMM apportent à la Marine nationale une capacité stratégique de tir de missiles de croisière vers des objectifs terrestres, jusqu'à une distance de 1 000 km. Les 2 dernières sont spécialisées dans la défense anti-aérienne.
  - 5 frégates légères furtives (FLF) de classe La Fayette, basées à Toulon. 3 ont bénéficié d'une rénovation.

- Des bâtiments de souveraineté, principalement dédiés aux missions de sauvegarde des approches maritimes et à l'action de l'État en mer :
  - 6 frégates de surveillance (FS) de classe Floréal, basées outre-mer (2 aux Antilles, 2 à La Réunion, 1 en Nouvelle-Calédonie, 1 en Polynésie Française)
  - 5 patrouilleurs de haute mer (PHM) de classe d'Estienne d'Orves (2 à Brest, 3 à Toulon)
  - 11 patrouilleurs légers, en majorité basés outre-mer :
    - 3 patrouilleurs de service public (PSP) de classe OPV 54, à Cherbourg-en-Cotentin
    - 2 patrouilleur Outre-mer (POM) de classe Auguste Bénébig (à Nouméa et Papeete)
    - 3 patrouilleurs Antilles Guyane (PAG) de classe La Confiance (2 en Guyane, 1 à la Martinique)
    - 3 patrouilleurs de types divers :
      - Arago (classe Lapérouse transformé), en Polynésie Française
      - Malin (palangrier transformé), à La Réunion
      - Fulmar (chalutier transformé), à Saint-Pierre-et-Miquelon

- La force de guerre des mines, qui a pour mission d'assurer la sécurité des SNLE aux abords du port de Brest, de maintenir l'accès simultané à un port de la façade Atlantique-Manche et aux ports de Toulon et Marseille-Fos, de fournir une protection à une force amphibie projetée :
  - 10 chasseurs de mines de classe Eridan
  - 4 bâtiments-bases de plongeurs démineurs de classe Vulcain
  - 3 bâtiments remorqueurs de sonars de classe Antarès

- Des bâtiments de soutien à usage militaire :
  - 3 bâtiments de commandement et de ravitaillement (BCR) de classe Durance, chargés de ravitailler les bâtiments de combat à la mer
  - 1 bâtiment de soutien de plongée (BSP) (Alizé)
  - 1 bâtiment d'essais et de mesure (Monge), qui a pour mission les tests et l’évaluation des systèmes d’armes, en particulier de dissuasion
  - 1 bâtiment de recherches électromagnétiques (Dupuy-de-Lôme), travaillant au profit de la direction du Renseignement militaire (DRM)
  - 1 bâtiment d'expérimentation de guerre des mines de classe Lapérouse (Thétis)

- Des bâtiments de soutien de service public :
  - 4 bâtiments de soutien et d'assistance métropolitain (BSAM) de classe Loire (2 à Brest, 2 à Toulon)
  - 4 bâtiments de soutien et d'assistance outre-mer (BSAOM) de classe d'Entrecasteaux (1 à La Réunion, 1 en Nouvelle-Calédonie, 1 en Polynésie Française, 1 à la Martinique)
  - 1 patrouilleur polaire (PP) Astrolabe, pour desservir les Terres australes et antarctiques françaises, basé à La Réunion
  - 3 bâtiments hydrographiques de classe Lapérouse (Lapérouse, Borda, Laplace), exploités par le Service hydrographique et océanographique de la Marine (SHOM)
  - 1 bâtiment hydrographique et océanographique (Beautemps-Beaupré), exploité par le SHOM et l'IFREMER

- Des bâtiments de formation :
  - 8 bâtiments-écoles de classe Léopard
  - 2 bâtiments d'instruction à la navigation de classe Glycine
  - 5 voiliers-écoles

## Renouvellement de la Force d'action navale

### Programmes en cours
- Le programme FDI (classe Amiral Ronarc'h) (Frégate de Défense et d'Intervention), qui prévoit la livraison de 5 frégates à partir de 2024, en remplacement des actuelles frégates légères de classe La Fayette.
- Le programme POM (classe Auguste Bénébig) (Patrouilleur Outre-Mer), qui prévoit la livraison de 6 patrouilleurs hauturiers destinés à l'Outre-mer à partir de juillet 2023.
- Le programme BRF (Classe Jacques Chevallier) (Bâtiment Ravitailleur de Forces), qui vise à remplacer les 3 pétroliers ravitailleurs de classe Durance actuellement en service par 4 nouveaux bâtiments à partir de 2024.
- Le programme EDAS (Engin de Débarquement Amphibie Standard), qui prévoit la livraison de 14 EDAS à partir de 2021, en remplacement des actuels chalands de transport de matériel (CTM).

### Programmes prévus
- Le programme PO (Patrouilleur océanique), qui prévoit la livraison de 7 patrouilleurs océaniques à partir de 2025, en remplacement des actuels avisos de la classe d'Estienne d'Orves et les patrouilleurs de service public de la classe Flamant.
- Le programme Espadon qui vise à préparer le système de lutte anti-mines futur (SLAMF), destiné à remplacer à partir de 2024 les unités actuelles de guerre des mines.
- Le programme PANG (Porte-Avions Nouvelle Génération) qui prévoit le remplacement du porte-avions Charles de Gaulle en 2036.
- Le programme SNLE 3G qui prévoit le remplacement des SNLE classe Le Triomphant par 4 unités à partir de 2035.
- Participation Française au programme EPC (European Patrol Corvette).

## Liste des amiraux commandant la Force d'action navale (ALFAN)
- 1er janvier 1992 : vice-amiral d'escadre Jean-Charles Lefebvre.
- 1er janvier 1994 : vice-amiral d'escadre Patrick Lecointre.
- 1er juillet 1996 : vice-amiral d'escadre Philippe Mallard.
- 19 décembre 1997 : vice-amiral d'escadre Alain Witrand.
- 28 juin 2000 : vice-amiral d'escadre Jean Moulin.
- 1er octobre 2002  : vice-amiral d'escadre Alain Dumontet[6].
- 20 juillet 2005 : vice-amiral d'escadre Philippe Sautter[7].
- 18 septembre 2008 : vice-amiral d'escadre Bertrand Aubriot[8].
- 8 septembre 2011 : vice-amiral d'escadre Xavier Magne[9].
- 2 septembre 2013 : vice-amiral d'escadre Philippe Coindreau[10].
- 1er septembre 2015 : vice-amiral d'escadre Denis Béraud[11].
- 1er septembre 2016 : vice-amiral d'escadre Marc de Briançon[12].
- 1er septembre 2017 : vice-amiral d'escadre Jean-Philippe Rolland.
- 1er août 2020 : vice-amiral d'escadre Xavier Baudouard[13].
- 1er août 2023 : vice-amiral d'escadre Christophe Cluzel[14]